# Ленинградская улица (Минск)
Ленинградская улица (бел. Ленінградская вуліца) в городе Минске расположена в самом центре, рядом с железнодорожным вокзалом и Минским центральным автовокзалом. Начинается от пересечения улиц Карла Маркса (является её продолжением) и Свердлова, идет параллельно проспекту Независимости и соединяется с Бобруйской улицей.

## История
Появилась в XIX веке, связывала вокзал Либаво-Роменской железной дороги и центр города. Первоначальное название — Петербургская.

## Здания
Нумерация зданий — с северо-востока на юго-запад. На улице расположены здания юридического (дом 8), химического (дом 14), географического (дом 16) и факультета международных отношений (дом 20) Белорусского государственного университета и учебный корпус № 4 Белорусского государственного медицинского университета (дом 6).

## Транспорт
На углу Ленинградской и Бобруйской улиц расположена станция метро Площадь Ленина. По улице осуществляется движение троллейбусов 3, 5 (вместо него — временный автобус 5т), 6, 16, 20, 30. Поблизости находится ряд других остановок автобусов, троллейбусов, трамваев.